# Шустиков, Сергей Викторович
Серге́й Ви́кторович Шу́стиков (30 сентября 1970, Москва — 7 января 2016, Москва) — советский и российский футболист, полузащитник, защитник; тренер. Мастер спорта (1989).

## Биография

### Клубы
Сын известного футболиста московского «Торпедо» Виктора Шустикова. Воспитанник футбольной школы «Торпедо». Первый тренер — Эдуард Стрельцов. В составе «Торпедо» выступал в 1988—1996 годах. Бронзовый призёр чемпионата СССР 1991. Во второй половине 1996 года выступал за испанский «Расинг», за который провёл 8 игр. В 1997—1998 годах играл за ЦСКА, выиграв серебряные медали в 1998 году. Затем вновь уехал в Испанию, где выступал за «Расинг». В 2001 году вернулся в Москву, в «Торпедо-ЗИЛ», в составе которого (под названием ФК «Москва») и закончил карьеру игрока в 2004 году.

### Сборная
В составе олимпийской сборной СССР в 1991 году провёл 2 матча, забил один гол. В 1992 году сыграл два матча за сборную СНГ.
Шустиков не попал в заявку на чемпионат Европы 1996 года из-за ангины.

### Матчи за сборную СНГ
| № | Дата            | Город              | Соперник | Счёт | Мин. | Турнир            |
| - | --------------- | ------------------ | -------- | ---- | ---- | ----------------- |
| 1 | 2 февраля 1992  | Понтиак, США       | США      | 1:2  | 77'  | Товарищеский матч |
| 2 | 12 февраля 1992 | Иерусалим, Израиль | Израиль  | 2:1  | 90'  | Товарищеский матч |

### Тренер
В 2005—2007 годах работал тренером в ФК «Москва». В 2008 году вслед за бывшим главным тренером «Москвы» Леонидом Слуцким в составе его тренерского штаба перешёл в самарские «Крылья Советов». В октябре 2009 года после отставки Леонида Слуцкого из самарского клуба перешёл вместе с ним на работу в ПФК ЦСКА, где занимал до 2014 года аналогичный пост старшего тренера.
В 1999 году окончил Институт физкультуры в Малаховке. В 2007 году поступил в РГУФК.
Сын Сергей также профессиональный футболист.

### Смерть
В ночь с 6 на 7 января 2016 года Сергей Шустиков скончался в своей квартире от сердечного приступа. По словам супруги, незадолго до смерти у него уже был не то сердечный приступ, не то инсульт. Похоронен 9 января на Востряковском кладбище.

## Достижения

### Как игрок
- Обладатель Кубка России: 1993
- Бронзовый призёр чемпионата СССР: 1991.
- В списках 33 лучших футболистов чемпионата России (1): № 2 (1995).

### Как тренер
- Обладатель Кубка России: 2010/11
- Победитель чемпионата России: 2012/13